# Пекельна пошта (1769)
«Пекельна пошта, або Листування кульгавого біса з кривим» (рос. Адская почта, или Переписка хромоногого беса с кривым)  — щомісячний літературно-художній сатиричний журнал, який видавався в Петербурзі в 1769 році відомим романістом Федором Еміним .
Вийшло 6 номерів (липень — грудень). У журналі розглядалися питання політики в формі листування двох бісів. Видання носило антикріпосницький характер, зазнавало переслідувань.
«Пекельна пошта» містила багатий матеріал, який усебічно показував життя російського суспільства XVIII ст. висміював і викривав недолугість виховної системи, неуцтво та невігластво, домостроївські засади родинних стосунків, пияцтво та гультяйство, сліпе копіювання іноземщини, корумпованість чиновництва, злочинність тощо.
Друкувалися в «Пекельній пошті» оригінальні есе про Вольтера, Жан Лерон д'Аламбера (Даламбера), В. І. Лукіна, М. І. Новикова, С. К. Наришкіна, В. К. Тредіаковського та інших видатних людей того часу. На сторінках «Пекельної пошти» та часописів Новикова Емін виступив з гострою критикою О. Сумарокова та його оточення. Під нищівну критику Еміна потрапив і М. Ломоносов за прислужництво цариці та її дворові.
Результатом різкої полеміки з журналом «Всяка всячина», керованим Катериною II, стало закриття «Пекельної пошти».
В 1788 році під новою назвою «Пекельна пошта або Кур'єр з пекла з листами» відбулось перевидання матеріалів журналу зі значними скороченнями.